# コゼリスク
座標: 北緯54度02分 東経35度47分 / 北緯54.033度 東経35.783度

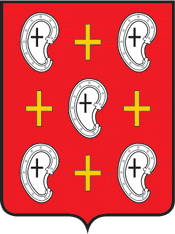
コゼリスク市の紋章

コゼリスク（ロシア語: Козельск, Kozelsk）は、ロシアのカルーガ州にある町。人口は1万6759人（2021年）。 州都カルーガから南西へ70km。オカ川の左支流であるジズドラ川の左岸に位置している。コゼリスク地区の中心地。

## 歴史

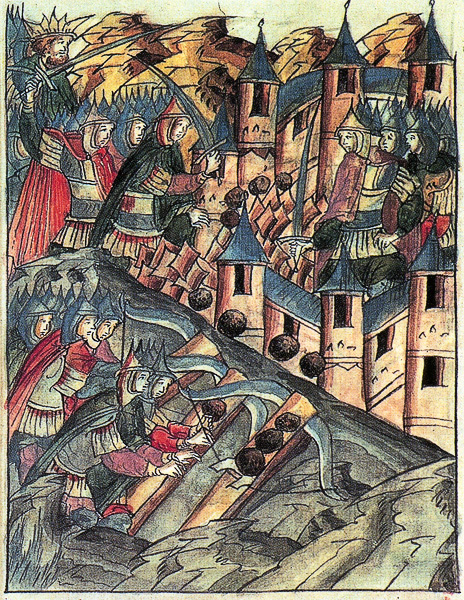
16世紀の細密画に描かれた、1238年のコゼリスク攻城戦

コゼリスクは、かつてスラブ系のヴャチチ族が集落を作り住んでいた場所に建てられている。1146年の記録にはコズレスク、1154年の記録にはコゼレスクの名で登場している。強大なチェルニゴフ公国の一部となっていたコゼリスクは1238年、ルーシに侵入したモンゴル帝国のバトゥ率いる遠征軍に攻められ（コゼリスク攻囲戦）、7週間ものあいだ持ちこたえモンゴル軍に大きな損害を与えた。バトゥに「忌まわしい町」と言わしめたコゼリスクは、最終的には陥落し破壊された。
チェルニゴフ公国解体後、オカ川上流公国群の一公国（コゼリスク公国）の中心となっていたコゼリスクは、14世紀後半、および1445年から1494年までの間、リトアニア大公国の支配を受けるが、1494年にモスクワ大公国の一部となった。16世紀から17世紀にはコゼリスクの町は最盛期を迎え、ロシア中央部からウクライナを結ぶ街道上の町として19世紀まで重要な位置にあった。1776年には市の地位を得て、郡の中心地となった。
第二次世界大戦（独ソ戦）では、1941年10月8日にドイツ国防軍により占領されたが、モスクワ付近からカルーガ付近まで前線を押し返した赤軍西部戦線により1941年12月28日に解放された。戦後、戦略ロケット軍の基地がコゼリスク地区に置かれ、住民の多くはミサイル関係の任務に従事する軍人とその家族となっていた。

## 文化

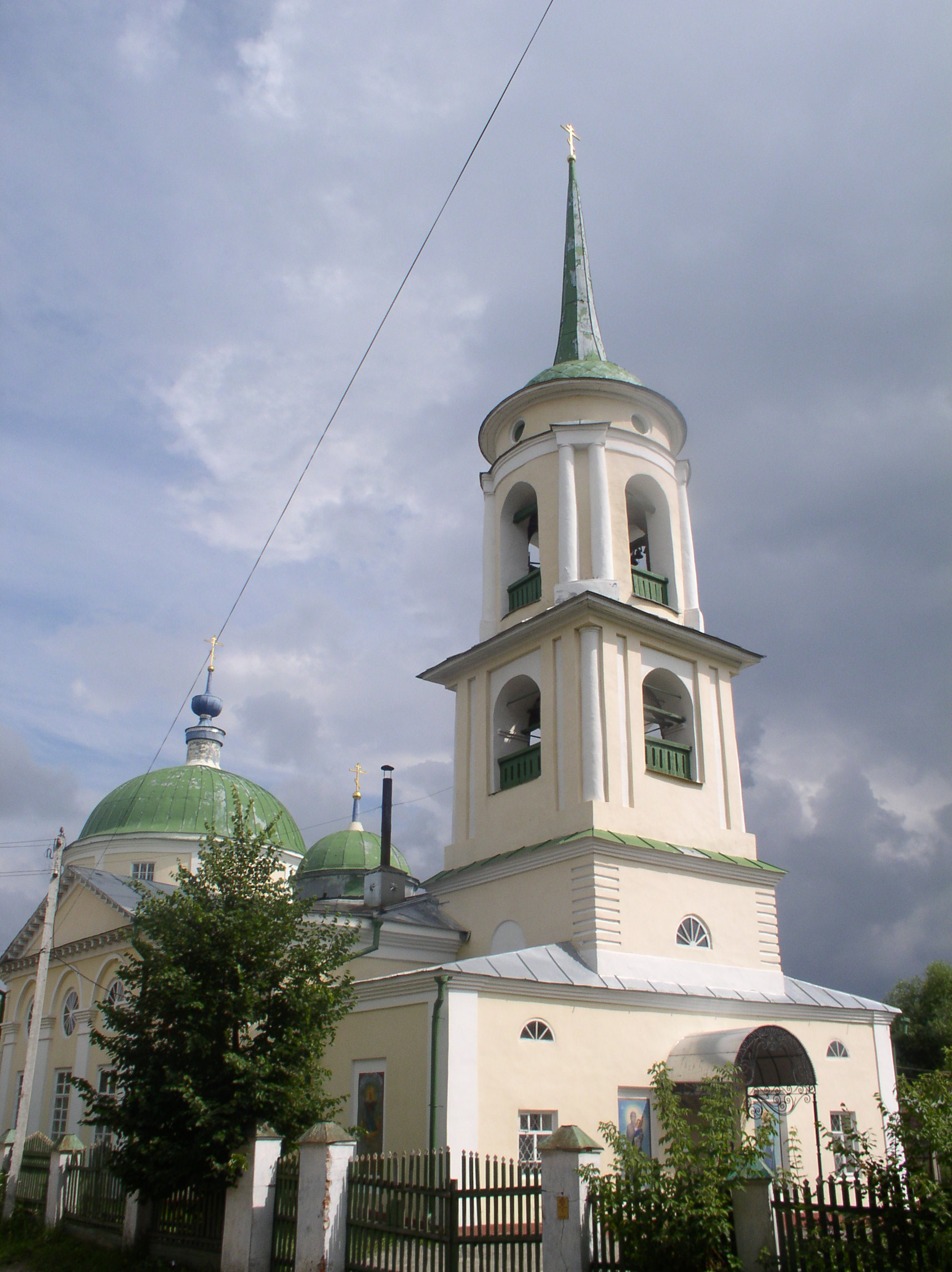
1810年に建てられた生神女福音大聖堂（ブラゴヴェシェンスカヤ聖堂）

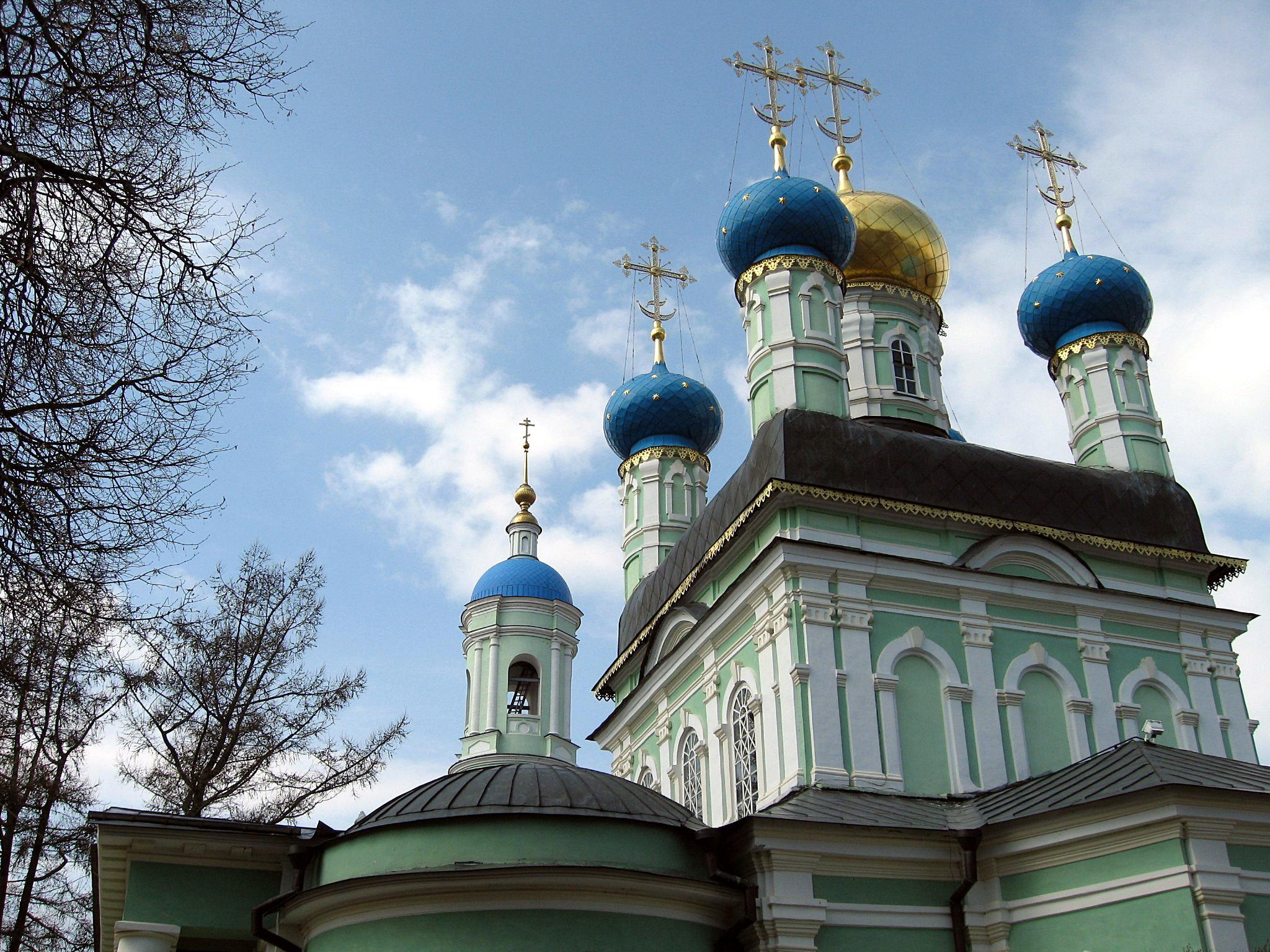
オプチナ・プスティニ修道院の内部

コゼリスク市の見どころは、1777年に献堂された大聖堂、1810年に建てられた生神女福音大聖堂（ブラゴヴェシェンスカヤ聖堂）、19世紀にたてられた石造りの商人たちの建物などである。
コゼリスクから3km離れたジズドラ川対岸（右岸）には、15世紀以来のオプチナ・プスティニ修道院（Оптина пустынь, Optina Pustyn）が建つ。正式名称はスヴャト＝ヴヴェデンスキー修道院（Свято-Введенский монастырь）と呼ばれる。18世紀から19世紀にかけてはヴヴェデンスキー聖堂、カザンの生神女聖堂（カザンスカヤ聖堂）、エジプトのマリア聖堂（マリイ・イェギペツコイ聖堂）、前駆授洗イオアン聖堂、ウラジーミルの生神女鐘楼など、多くの聖堂などの建物が修道院内に建てられ、ロシア正教会の中でも重要な神学的・文化的中心地となった。当時のロシアの聖職者がこの修道院で過ごし、トルストイやドストエフスキーなどの文学者も訪問している。スラヴ派の思想家コンスタンティン・レオンチェフはその晩年、神父クリメントとしてこの修道院で生涯を閉じている。1917年の十月革命後、ソビエト連邦は修道院を閉鎖した。1939年には修道院建物はソ連のポーランド侵攻で捕虜となったポーランド兵の収容所とされ、その多くが翌1940年にカティンの森へ送られ処刑され（カティンの森事件）、残りはさらに遠くの収容所へ送られた。1987年に修道院は改修され再開している。

## 経済と交通
コゼリスクには自動車車体工場、建材工場、食品工場などが立地している。1899年に開通したスモレンスク＝スヒーニチ＝チャプルイギン間の鉄道、1941年開通のソセンスキー＝トゥーラ行きの鉄道が通る。